# Деревки
Деревки́ — село в Україні, у Котелевській селищній громаді Полтавського району Полтавської області. Чисельність постійного населення складає 509 осіб. До 2020 орган місцевого самоврядування — Деревківська сільська рада.

## Географія

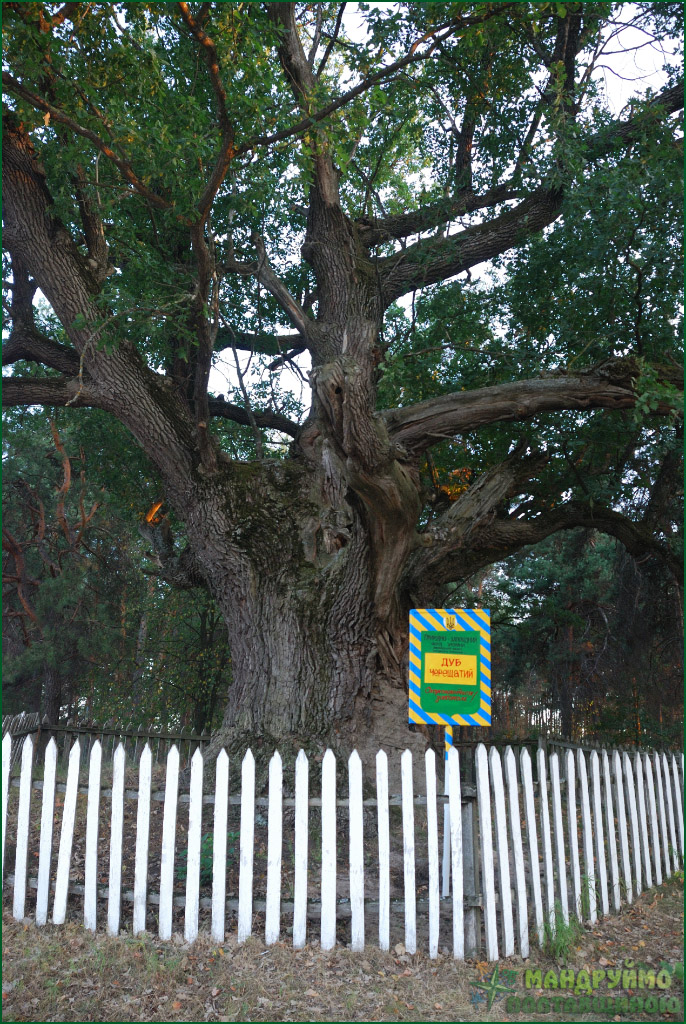
700-річний дуб, пам'ятка природи

Село розташоване на лівому березі річки Ворскла, вище за течією на відстані 3,5 км розташоване селище Котельва, нижче за течією на відстані 3 км — село Вільхове, на протилежному березі — село Глинське. До села зі сходу примикає лісовий масив (див. заповідне урочище «Крупицьке»), на північ від села розташоване заповідне урочище «Колода». Поруч з селом проходить автомобільна дорога Н12.

### Дуб черешчатий (Деревки)
У селі росте дуб, вік якого близько 700 років.

## Історія
Перші згадки відносяться до XVII століття.
1865 року на кошти парафіян збудована церква ікони Казанської Божої матері. Дерев'яна, двохвівтарна. Другий вівтар в ім'я св. Георгія Переможця.
Новобудова церкви ікони Казанської Божої Маатері велася з 1907 по 1912 роки, яку за вказівкою радянської влади зруйновано 1946 року.На цьому місці 2015 року відкрито каплицю.
Село у часи німецько-радянської війни було окуповане нацистськими військами з 8 жовтня 1941 по 21 лютого 1943 року та з 10 березня 1943 по 17 листопада 1943 року. До Німеччини на примусові роботи вивезено 142 особи, спалено 29 господарств.
У селі до 2000 року функціонував колгосп «Більшовик», що спеціалізувався на тваринництві та зернових культурах.
1982 року село нагороджено Почесною Грамотою Президії Верховної ради України.
12 червня 2020 року, відповідно до розпорядження Кабінету Міністрів України № 721-р «Про визначення адміністративних центрів та затвердження територій територіальних громад Полтавської області», село увійшло до складу Котелевської селищної громади.
19 липня 2020 року, в результаті адміністративно - територіальної реформи та ліквідації  Котелевського району, село увійшло до складу новоутвореного Полтавського району.

## Населення
На 1926 рік село Деревки налічувало 2773 жителів — 1443 жіночої та 1330 чоловічої статі, 527 господарств.
Після Голодомору 1932 - 33 р.р. населення скоротилося  майже на 700 жителів.

### Мова
Розподіл населення за рідною мовою за даними перепису 2001 року:
| Мова            | Кількість | Відсоток |
| --------------- | --------- | -------- |
| українська      | 831       | 94.65%   |
| російська       | 44        | 5.02%    |
| білоруська      | 1         | 0.11%    |
| румунська       | 1         | 0.11%    |
| інші/не вказали | 1         | 0.11%    |
| Усього          | 878       | 100%     |

## Економіка
У селі розміщені такі підприємства та організації:
- Деревківська гімназія
- СТОВ «Промінь»
- ГО «Деревківська вода»

## Відомі люди
- Шашко Іван Іванович (1919—2005) — Герой Соціалістичної Праці (1971)
- Смоляр Іван Дмитрович (1961—2015) — молодший сержант Збройних сил України, учасник російсько-української війни 2014—20..?.
- Планіна Катерина Данилівна (нар. 1948) — російська  художниця та письменниця.
- П"явка Іван Іванович(1921-1997) - самодіяльний композитор.

## Інфраструктура

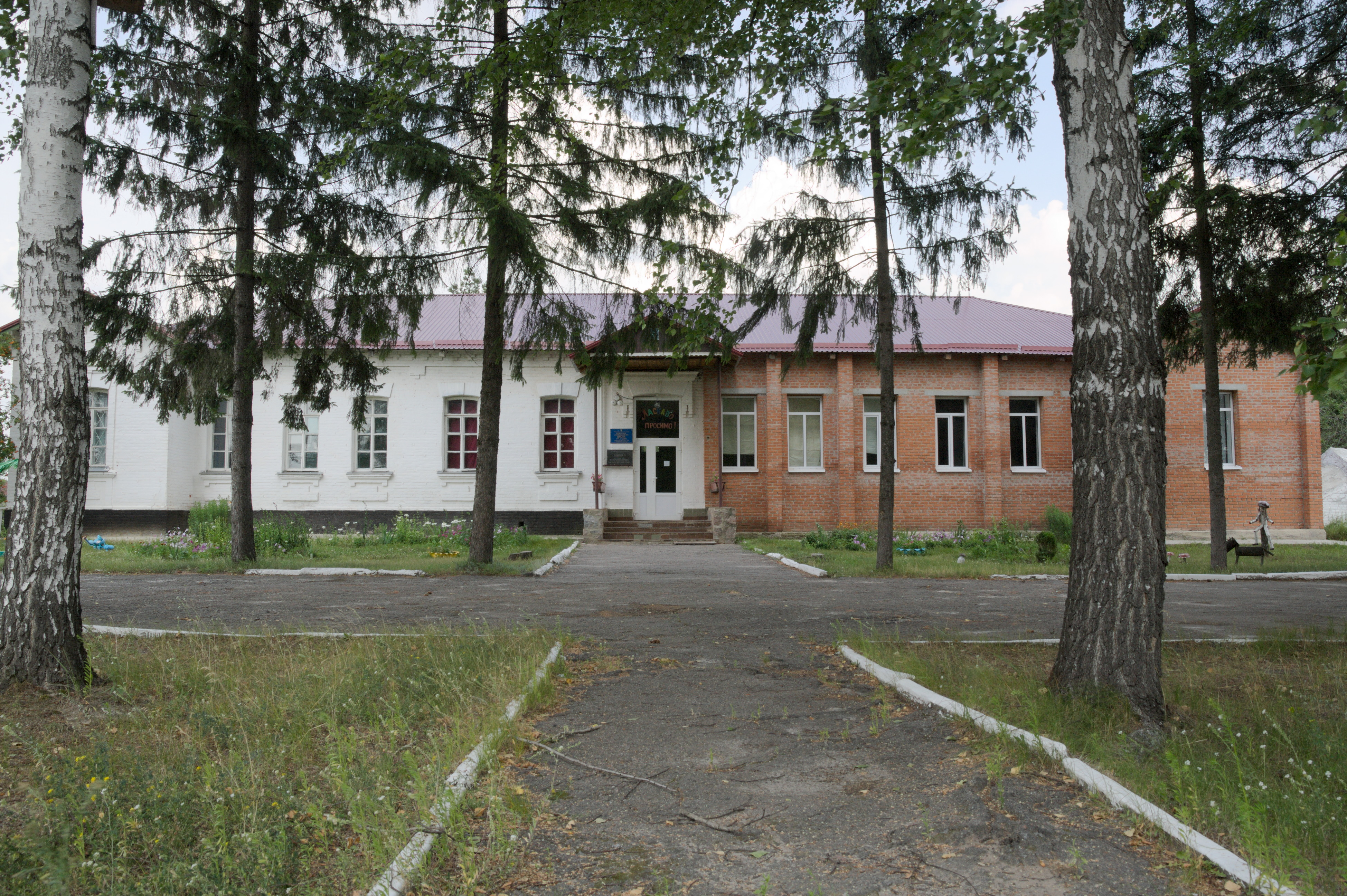
Будівля школи

- Деревківська загальноосвітня школа І-ІІ степенів — одна з найстаріших шкіл у районі. У 2020—2021навчальному році навчалось 54 учнів. Навчальний процес забезпечують 15 педагогів.[7] 2004 року заклад відзначив 100 річчя з дня заснування. Нагороджено Почесною грамотою Кабінету Міністрів України.
- краєзнавчий музей — створений 1967 року. Міститься в окремому будинку. Експозиція представлено 8 розділами, окремий розділ присвячений Другій світовій  війні. 1969 року присвоєно статус народного.
- Дитячий садок «Сонечко»
- Будинок культури (на 350 місць)
- бібліотека (понад 13,6 тис. одиниць зберігання)
- амбулаторія практики сімейної медицини
- відділення зв'язку

## Архітектура
У селі розміщені такі пам'ятники:
- меморіальний комплекс на братській могилі воїнів, полеглим  під час ІІ світової війни 1939-45 р.р.(збудований 1975 року);
- невідомому солдату (збудований 1990 року);
- меморіальна дошка загиблим під час Другої світової війни деревківським учителям. Встановлено на фасаді будинку Деревківської ЗОШ, виготовлена з граніту.

### Культові споруди
- церква ікони Казанської Божої матері (зруйнована 1946 року)